# 沙鹿区

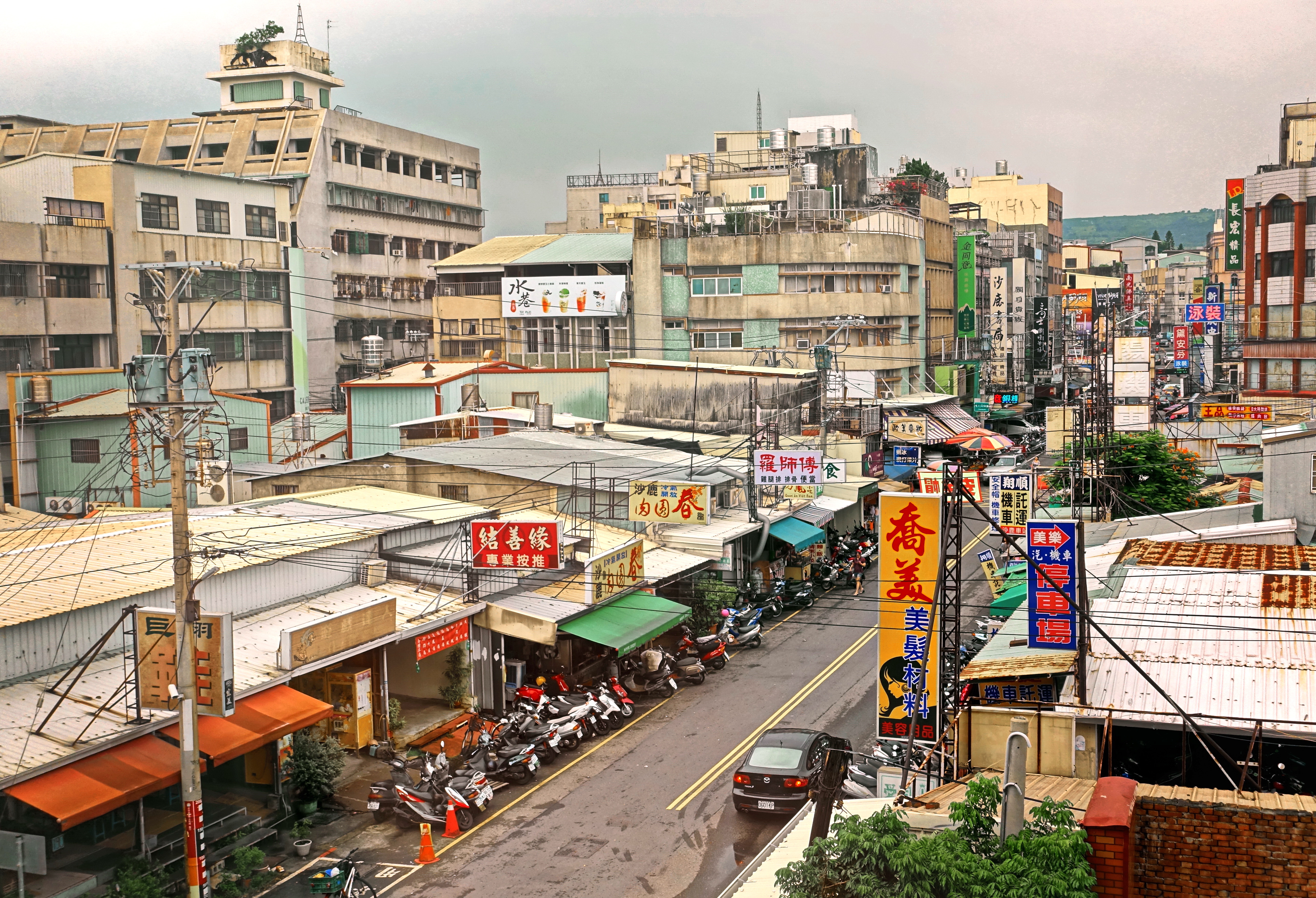
沙鹿駅から望む駅前の中正街

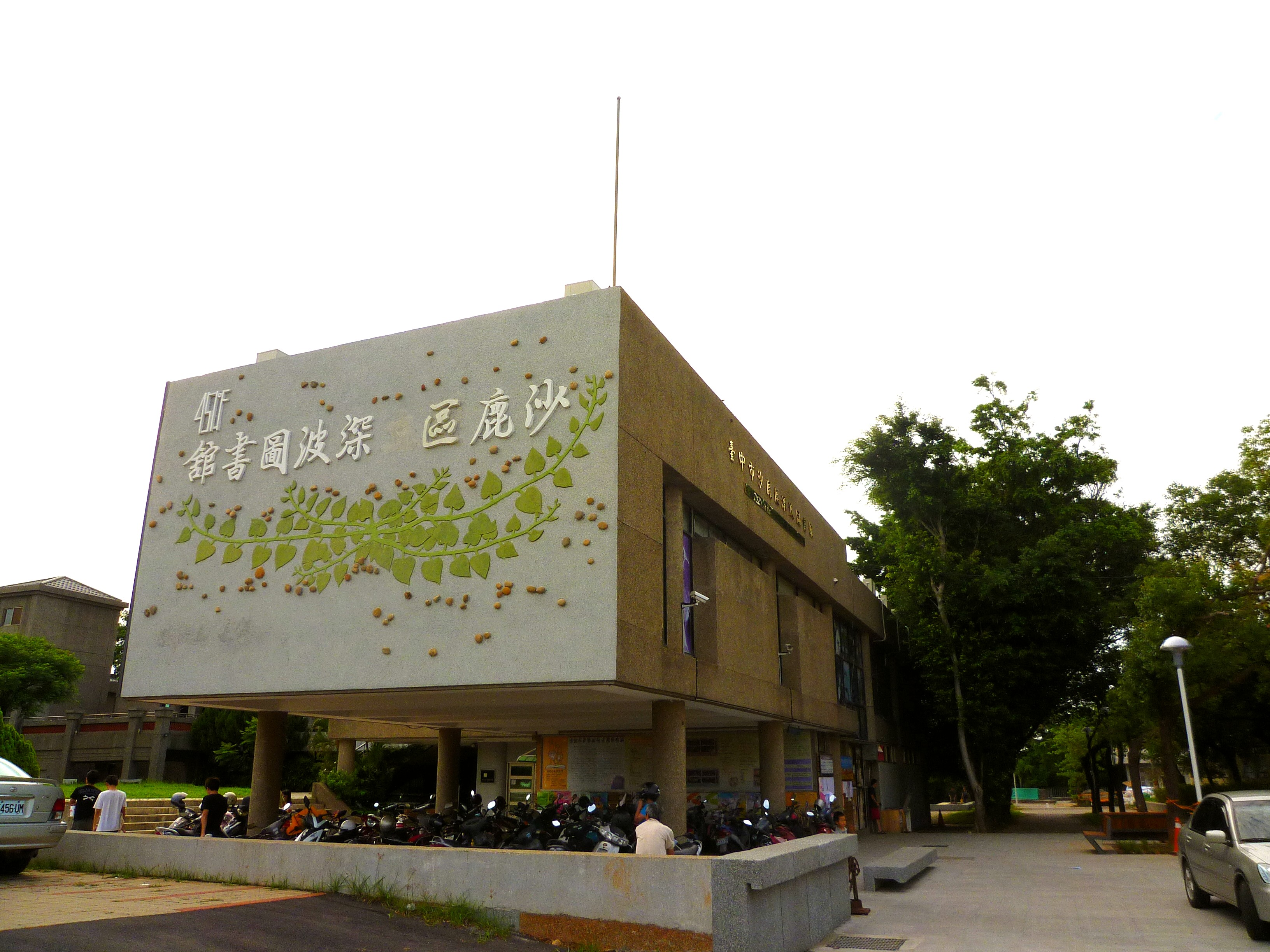
台中市立図書館沙鹿深波分館

沙鹿区（しゃろく-く）は、台中市の市轄区。

## 地理
沙鹿区の東西は約4.8km、南北約7.88kmで総面積は40.4604km2である。平均海拔は65m、東は大肚山を隔てて西屯区、大雅区、神岡区と、西は台湾海峡と梧棲区と、南は龍井区と、北は清水区とそれぞれ接している。気候は季節風の影響を受け、冬季は強風と乾燥が特徴であるが、夏から秋にかけたは降水量が多く温和であり、年間平均気温は22.8℃と農業に適した環境である。

## 歴史
沙鹿区は大肚山台地の荒涼とした砂礫地に位置し、人間の生活環境に不利な自然条件であったが、約4,500年前に人類が活動していたことを示す考古学資料が沙鹿地区で発掘されている。1650年前後、オランダ人、スペイン人により台湾が占拠された際、全島民調査が行なわれ、その際には沙鹿は「沙轆社（Soa-lak）」と称され、30戸前後の住民が確認されている。住民は平埔族の中の拍瀑拉族（Papora）とされ、彼らは鹿を中心にした狩猟と小規模なサツマイモやトウモロコシの耕作に従事していた。彼らの活動はこの地区の開発に大きな影響を与え、大甲渓以南、大肚渓以北の地区で4つの集落を形成した。最も北に位置していたのが最「Gomach」であり、この他に「Salach」が「Gomach」南側の大肚台地西側に居住していたとの記録が残されている。「Salach」は後に「沙轆社」と、「Gomach」は「牛罵社」と音訳された。
鄭氏政権時代に入り、漢人が次々と台湾に移住した。当時のこの地域には山鹿が多く、漢人は山鹿の狩猟を行い、狩猟の休憩と鹿皮の保管のための簡単な寮舍を設けた。これが次第に発達し集落を形成し「鹿寮」と称されるようになった。その後発展を続ける「鹿寮」は家財が万元を数えるもの9戸、千元を数える者18戸という裕福な地区であったため「九万十八千」とも称されるようになった。
清による統治が始まり、雍正年間になると総兵である藍延珍が中部での屯兵事業を開始した。しかしこの屯田政策は平埔族と土地を巡りしばしば紛糾し、1732年になると「大甲西社の乱」と称される大規模な衝突が発生、沙轆社は反乱に参加し彰化県城の包囲戦に参加するなど、4ヶ月にわたる混乱が続いた。結局は清の総兵である王郡により平定され、「沙轆社」は「遷善社」と改称された。乾隆年初、客家人の呉瓊華は沙轆に入植した。入植者の便宜を図るための寮舍を設け「公館」と称したと記録にある。沙轆は乾隆年間に同安県の蔡姓、安渓県の王姓、南安県の李姓及び晋江県の蕭姓らの一族が入植し「沙轆新庄」が次第に形成された。嘉慶年間になると沙轆は南北交通の要衝として発展し、兵房が設けられ守備兵15名が設置された。道光、咸豊年間は晋江の顔姓族、安渓の白姓の一族による開発が推進され、平埔族則は埔里鎮へ、また一部は「噶瑪蘭」（現在の宜蘭県へと移住している。 18世紀末には「沙轆街」、「牛罵街」の名称が地方志に出現している。「街」とは人家が密集おり商業が発達した地域を示す文字であり、農村の「庄」や原住民居住地である「社」とは異なる概念である。このことからも比較的早期にこの地域で都市化の萌芽が見られたと考えられる。
このように300年以上にわたって用いられていた「沙轆」の地名であるが、日本統治時代の1920年、「沙轆街」、「牛罵街」が雅字でないことからそれぞれ「沙鹿」、「清水」と改称された。これにより平埔族が使用していた「Salach」の発音に由来する地名は消滅することとなった。1937年、「沙鹿庄」が「沙鹿街」と改称され、台湾の中華民国への編入後の1950年に台中県沙鹿鎮となったが、2010年12月25日より台中県市合併・直轄市昇格に伴って沙鹿区となった。

## 経済

### 農業
沙鹿区は大肚山麓西側の平原に位置しており、地形の制約から高地面積は広くないまた水利面の制約もあり、比較的乾燥に強い作物が栽培されている。現在平地では水稲栽培を主とし、丘陵地では甘藷、ライチ、落花生、タケノコなどが主産品である。その中でも甘藷生産量は台中市の1/2を占め大肚山の乾燥した土地により味の強い甘藷は台湾国内で高い評価を受けている。 

### 商工業
沙鹿の伝統工業の種類は製糖業、紡織業、榨油業、精米業、製菓業の他に豆腐や醤油の製造と幅広く、これに付随するサービス業も発達している。2001年12月の統計に依れば地域での工業は875事業者、サービス業が1,810事業者、総計2,685事業者が営業している。

## 行政区
| 里 |
| --- |
| 三鹿里、斗抵里、北勢里、西勢里、居仁里、美仁里、埔子里、犁分里、鹿峰里、福興里、興安里、竹林里、六路里、公明里、洛泉里、沙鹿里、南勢里、鹿寮里、晋江里、清泉里、興仁里 |

## 歴代区長
| 代 | 氏名 | 任期 |
| -- | ---- | ---- |

## 教育

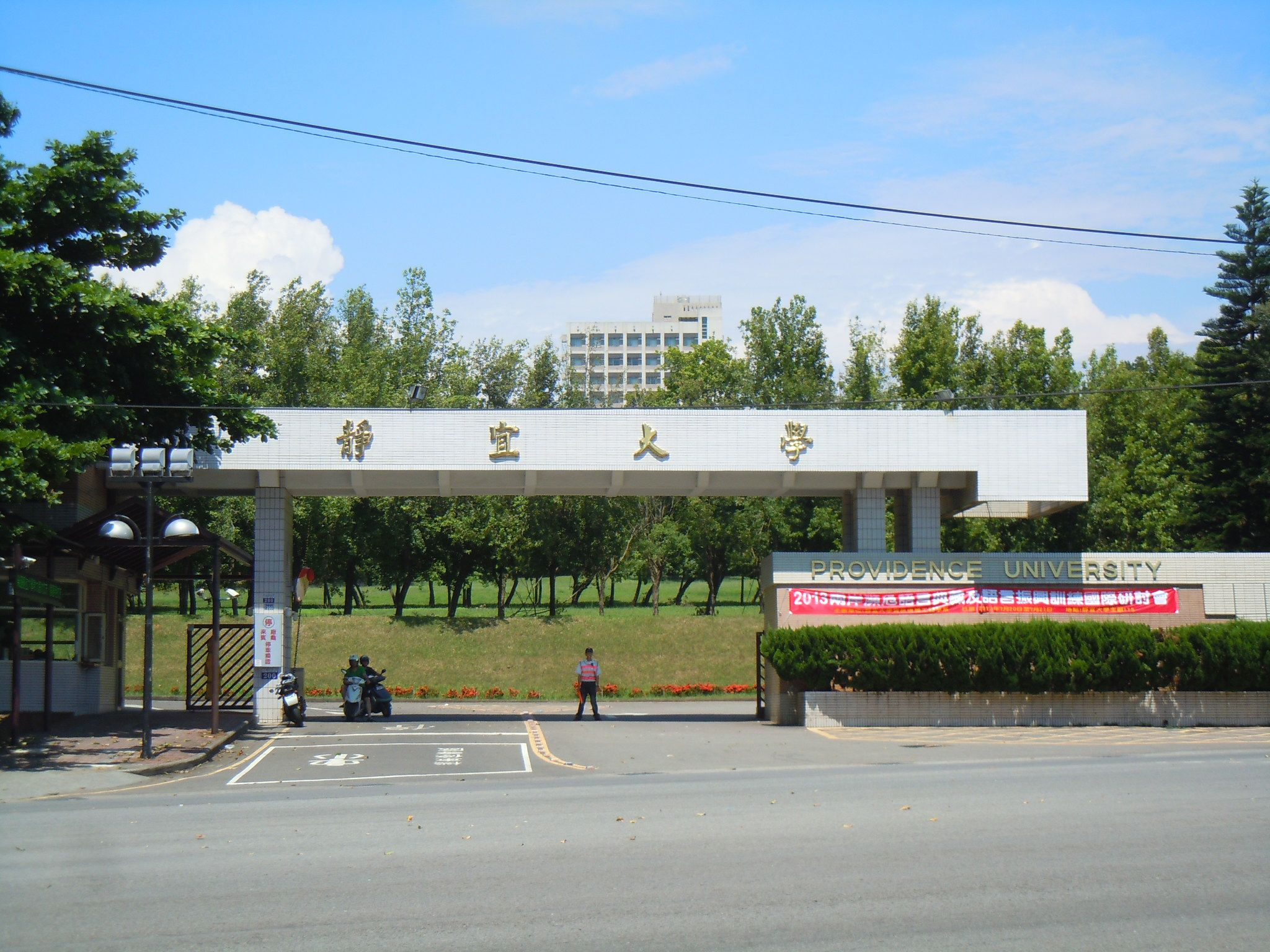
静宜大学

### 大学
- 静宜大学
- 弘光科技大学

### 高級職校
- 台中市立沙鹿高級工業職業学校

### 国民中学
- 台中市立沙鹿国民中学
- 台中市立鹿寮国民中学
- 台中市立北勢国民中学
- 台中市立公明国民中学

### 国民小学
| - 台中市立沙鹿国民小学 - 台中市立文光国民小学 - 台中市立竹林国民小学 - 台中市立鹿峰国民小学 | - 台中市立北勢国民小学 - 台中市立公明国民小学 - 台中市立公館国民小学 |

## 交通
| 種別     | 路線名称           | その他                               |
| -------- | ------------------ | ------------------------------------ |
| 鉄道     | 海岸線             | 沙鹿駅                               |
| 高速道路 | フォルモサ高速公路 | 沙鹿IC 龍井IC                        |
| 省道     | 台1線              |                                      |
| 省道     | 台10線             | 台中市 ～ 大雅区 ～ 沙鹿区 ～ 清水区 |
| 省道     | 台10乙線           |                                      |
| 省道     | 台12線             | 台中市 ～ 沙鹿区 ～ 梧棲区 ～ 台中港 |
| 空港     | 国際空港           | 台中国際空港                         |

## 観光
- 公明保安宮（中国語版）
- 沙鹿保安宮（中国語版）
- 台中都会公園（中国語版）

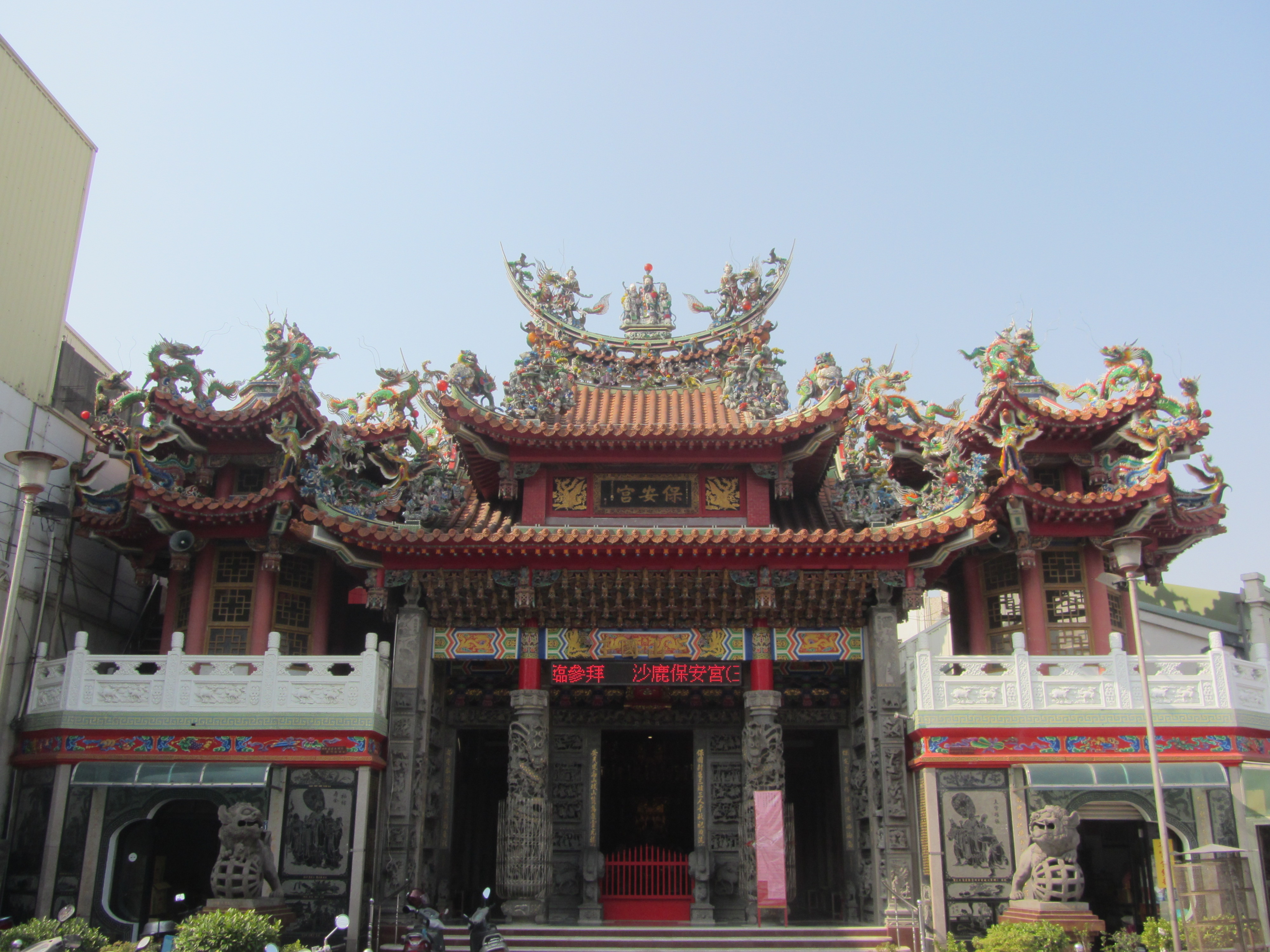
沙鹿保安宮

- 台中市立図書館沙鹿深波分館（中国語版）（沙鹿映画芸術館）